# Sambucus pubens
Sureau pubescent
Espèce
Synonymes
- Sambucus pubens f. pubens[1]
- Sambucus pubens[2]
- Sambucus racemosa subsp. pubens (préféré par BioLib)[3]
- Sambucus racemosa subsp. pubens (préféré par NCBI)[2]
- Sambucus racemosa var. pubens (Michx.) S. Watson[1]

Classification APG III (2009)
Sambucus pubens, le Sureau pubescent, est une espèce de plantes de la famille des Caprifoliaceae.

## Systématique
L'espèce Sambucus pubens a été décrite en 1803 par le botaniste français André Michaux.
Les sites de l’ITIS, du NCBI et BioLib considèrent qu'il ne s'agit que d'une sous-espèce de Sambucus racemosa sous le taxon Sambucus racemosa var. pubens.

## Liste des variétés
Selon Tropicos (7 septembre 2022) (liste brute contenant possiblement des synonymes) :
- variété Sambucus pubens var. arborescens Torr. & A. Gray
- variété Sambucus pubens var. dissecta Britton
- variété Sambucus pubens var. leucocarpa Torr. & A. Gray